# الطاهر أحمد مكي
الطاهر أحمد مكي (ولد في 7 أبريل 1924) هو أكاديمي وباحث في الأندلسيات ومترجم ومحقق وناقد مصري، حاصل على جائزة الدولة التقديرية في الآداب سنة 1992. وتُوفي في الخامس من أبريل عام 2017.

## مولده وتعليمه
ولد الطاهر أحمد مكي في عائلة تنتمي لقبائل عرب المطاعنة في قرية الغريرة التابعة لقرية كيمان المطاعنة التابعة لمركز إسنا بمحافظة الأقصر (كانت تابعة لمحافظة قنا آنذاك) في 7 أبريل 1924. حفظ القرآن الكريم في كتاب القرية، والتحق بمدرسة الغريرة الابتدائية، ثم التحق بالتعليم الأزهري فحصل على الابتدائية من المعهد الديني بقنا، ثم انتقل في المرحلة الثانوية إلى القاهرة. تخرج مكي في كلية دار العلوم بالقاهرة عام 1952. وفي عام 1961 حصل على دكتوراه الدولة في الأدب والفلسفة بتقدير ممتاز من كلية الآداب بالجامعة المركزية بالعاصمة الإسبانية مدريد.

## المناصب الأكاديمية
عمل مكي مدرسًا، فأستاذًا مساعدًا، فأستاذًا، فرئيسًا لقسم الدراسات الأدبية، فوكيلًا لكلية دار العلوم للدراسات العليا والبحوث حتى عام 1989، وقد شغل عدة وظائف في قطاعات التعليم العام والجامعي والدراسات العليا، ويعمل الآن أستاذًا متفرغًا بكلية دار العلوم.
قضى مكي عدة سنوات أستاذًا زائرًا بجامعة بوغوتا الكولومبية، تعرف فيها إلى الأدب المكتوب بالإسبانية في أمريكا اللاتينية، كما عمل أستاذا زائرا في جامعات تونس ومدريد والمغرب والجزائر والإمارات العربية المتحدة.
- له إساهامات عديدة في مجالات الأبحاث، وعضويات المجالس واللجان المختصة بالشؤون الثقافية والأدبية والفنية واللغة العربية.
- أختيرعضوا بالمجلس الأعلى للثقافة.
- أختير عضوا في مجلس إدارة دار الكتب المصرية.
- اختير عضوا بمجمع اللغة العربية سنة 1999.
- رأس تحرير صحيفة دار العلوم.
- ترأس مجلس إدارة نادي دار العلوم. وكان عضوًا بالمجلس الأعلى للثقافة، و
- أشرف على أكثر من 35 رسالة دكتوراه و75 رسالة ماجستير في الجامعات المصرية المختلفة.
- كتبت عنه أطروحة لنيل درجة الدكتوراه، وأخرى لرسالة ماجستير بعنوان الإبداع والنقد في فكر الطاهر أحمد مكي.

## من كتاباته

### تأليف
- امرؤ القيس: حياته وشعره (1968)
- دراسة في مصادر الأدب
- بابلو نيرودا شاعر الحب والنضال (1974)
- القصة القصيرة: دراسة ومختارات (1977)
- الشعر العربي المعاصر: روائعه ومدخل لقراءته (1986)
- الأدب الأندلسي من منظور إسباني (1991)
- الشعر العربي المعاصر: روائعه ومدخل لقراءته (1996)
- الأدب المقارن: أصوله وتطوره ومناهجه (2002)
- مقدمة في الأدب الإسلامي المقارن (2002)
- أصداء عربية وإسلامية في الفكر الأوروبي الوسيط (2005)

### تحقيق
- طوق الحمامة لابن حزم الأندلسي
- «الأخلاق والسير في مداواة النفوس» لابن حزم الأندلسي

### ترجمة
له عدة ترجمات عن الإسبانية والفرنسية، منها:
- ملحمة السيد (1970)
- الحضارة العربية في إسبانيا ـ ليفي بروفنسال (عن الفرنسية)
- الشعر الأندلسي في عصر الطوائف (عن الفرنسية)
- التربية الإسلامية في الأندلس: أصولها المشرقية وتأثيراتها الغربية ـ خوليان ريبيرا

## الجوائز والتكريم
- حصل الدكتور الطاهر أحمد مكي على العديد من الجوائز والأوسمة منها:
- جائزة الدولة التقديرية في الآداب (1992)
- وسام العلوم والفنون من الطبقة الأولى (1992)
- جائزة التميز من جامعة القاهرة (2009)
- جائزة النيل في الآداب عام ( 2017 )، بعد رحيله رحمه الله.[7]